# Egypt Exploration Society

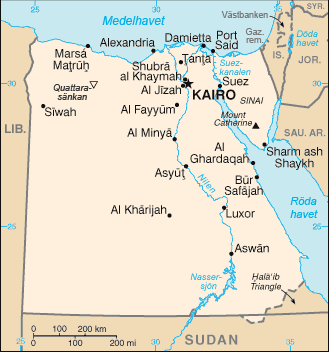
Karta över Egypten

Egypt Exploration Society EES (Egyptens utforskningssällskap) är ett privat brittiskt forskningssällskap som utför arkeologiska arbeten främst i Egypten. Sällskapet anses vara det mest framstående sällskapet inom egyptologi i Storbritannien.

## Organisation
Sällskapets huvudkontor ligger på 3 Doughty Mews i stadsdelen Bloomsbury i centrala London, i närheten av British Museum. Kontoret omfattar förvaltning, ett bibliotek och ett arkiv.
Vidare finns ett lokalkontor i stadsdelen Agouza i Giza nära Kairo.
EES ger ut den vetenskapliga tidskriften Journal of Egyptian Archaeology.

## Historia
Sällskapet grundades 1882 som "Egypt Exploration Fund" av bland andra Amelia Edwards och Reginald Stuart Poole. Syftet var att främja arkeologiska utgrävningar i Egypten och Sudan. Namnet ändrades först vid slutet av första världskriget.
Bland bidragsgivarna kan nämnas Sir William James Erasmus Wilson, mannen som bekostade flytten av en av Kleopatras nålar från Alexandria till London.
En av de mest framgångsrika utgrävningarna som sällskapet finansierade var Bernard Pyne Grenfells och Arthur Surridge Hunts expedition år 1896 till staden Oxyrhynchus då man upptäckte Oxyrhynchus papyri. Samlingen är det hittills största enskilda fyndet av antika papyrusmanuskript. Hela fyndet omfattar cirka 400 000 delar.
1914 utkom det första numret av Journal of Egyptian Archaeology, tidningen innehöll bland annat en beskrivning av Johnson-papyrusen.
1993 öppnades sällskapets Kairokontor.